# Combattimento dei Monticelli
Il combattimento dei Monticelli (Homs) fu un episodio della guerra italo-turca.
Dopo l'occupazione di Lebda nella notte dall'11 al 12 giugno 1912 ad opera degli italiani, il gruppo di opere difensive dei Monticelli subì l'attacco degli arabo-ottomani che colpì in particolare il fortino B, presidiato dal tenente Cesare Gazzani e da un plotone dell'89º Reggimento fanteria. Il fortino sopraffatto fu incendiato mentre parte dei difensori riuscì a salvarsi rifugiandosi in una ridotta vicina. Altre opere furono attaccate dagli ottomani che negli assalti subirono forti perdite. Dato l'allarme, da Homs accorse una colonna italiana di soccorso, agli ordini del colonnello De Albertis, composta da alcune compagnie del III Battaglione bersaglieri e dell'89º fanteria che, prima di contrattaccare l'avversario presso le opere dei Monticelli, furono soggette al fuoco nemico proveniente dalle alture dei Monticelli Rossi. Giunto di rincalzo il V Battaglione bersaglieri, le residue forze arabo-ottomane, poste in fuga, si gettarono nell'Uadi Lebda dove, battute dal fuoco di fucileria di tre plotoni del 37º fanteria e colpiti dalle granate delle artiglierie, subirono perdite molto rilevanti. Anche i nuclei ottomani che avevano occupato i Monticelli Rossi furono respinti.
Le perdite arabo-ottomanee ammontarono a 421 morti contati sul campo mentre da parte italiana morirono tre ufficiali e 57 militari di truppa. Il tenente Cesare Gazzani dell'89º fanteria, caduto in combattimento, fu decorato con la Medaglia d'Oro al Valor Militare con la seguente motivazione: “Comandante di una ridotta attaccata improvvisamente e violentemente di notte e messa a fuoco, con serena e tranquilla energia fece fronte al nemico soverchiante ed irrompente e con l'eroico sacrificio suo e di buona parte del plotone, cagionò al nemico perdite rilevanti, ne ritardò efficacemente l'avanzata, dando tempo ad una colonna di soccorso di accorrere a ricacciarlo.” - Monticelli di Lebda 12 giugno 1912.